# La Légende du pauvre bossu
Pour les articles homonymes, voir Bossu (homonymie).
Pour plus de détails, voir Fiche technique et Distribution.
La Légende du pauvre bossu est un court métrage d'animation réalisé par Michel Ocelot en 1982. Il s'agit d'un conte original dont l'univers visuel s'inspire des gravures médiévales occidentales.

## Synopsis
Le court métrage se compose d'une série d'images fixes à l'encre et au fusain, inspirées des gravures médiévales, qui défilent sur un fond musical, et s'accélèrent au fil de l'histoire. La princesse du royaume, assise sur un trône élevé entouré par une foule nombreuse, reçoit la visite de nombreux prétendants princiers. Pendant la cérémonie, un pauvre bossu tente de parvenir jusqu'à elle afin de lui offrir un bouquet de fleurs, mais les autres prétendants le brutalisent sous les rires cruels de la foule. Il doit alors révéler le secret que dissimule sa bosse.

## Fiche technique
- Titre : La Légende du pauvre bossu
- Réalisateur : Michel Ocelot
- Scénario : Michel Ocelot
- Musique originale : Christian Maire
- Directrice de production : Marcelle Ponti
- Technicien du son : Joel Simon
- Animation (encre et peinture) : Marc Grea, Polly Guincetre, Xavier Icardo, Marie-Pierre Journet
- Musiciens : Alain Faucher (trompettes), Claire Pradel (claviers)

Muriel et Joël Simon (voix)
- Sociétés de production : Animation Art graphique Audiovisuel
- Distribution : Animation, Animation Art graphique Audiovisuel (France, DVD)
- Pays :  France
- Durée : 8 minutes
- Format : couleur, 35 mm
- Date de sortie : 1982

## Distinctions
Le film remporte le César du meilleur court-métrage d'animation en 1983.